# قائمة مؤذني المسجد الحرام

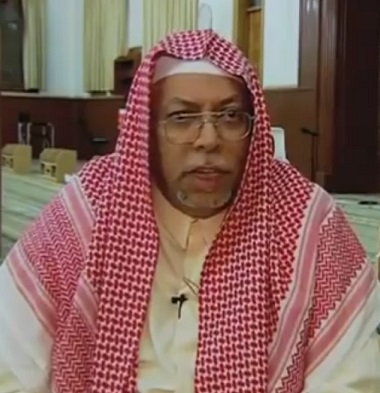
الشيخ علي أحمد ملا شيخ المؤذنين حالياً بالمسجد الحرام

هذه القائمة تحتوي على مؤذني المسجد الحرام عبر العصور.
يبلغ عدد مؤذني المسجد الحرام حالياً 15 مؤذناً أساسياً، ويتولى الأذان كل يوم 6 مؤذنين من أجل رفع أذان الصلوات الخمس بالإضافة إلى أذان الفجر الأول، ويكون هناك مؤذن ملازم لضمان عدم غياب جميع المؤذنين بسبب أي ظرف طارئ أو أمر خارج عن الإرادة.
كان قديماً يتولى الأذان في المسجد الحرام 4 مؤذنين لكل صلاة بواقع مؤذن لكل مأذنة في الأركان الأربعة للمسجد، ولكن بعد تركيب مكبرات الصوت لم يعد هناك الحاجة سوى لمؤذن واحد لكل صلاة.
يتولى مؤذنوا المسجد الحرام أيضاً بخلاف رفع الأذان الترديد خلف أئمة الحرم في صلوات الفريضة والتراويح، بينما يتولى شيخ المؤذنين ترتيب الجدول وتوزيع المؤذنين على الصلوات خلال الأسبوع كل فترة بما يتناسب مع التزاماتهم ومشاغلهم، ويعد شيخ المؤذنين حلقة وصل بين رئاسة الحرمين وبين المؤذنين، إذ يلتزم باستلام التعاميم ونقل مضامينها إضافة إلى التوجيهات الجديدة بكل ما يتعلق بالأذان والمؤذنين.

## بن أبي بزة
هو أحمد بن محمد بن عبد الله بن القاسم بن نافع بن أبي بزة، واسم أبي بزة بشار فارس من أهل همذان أسلم على يد السائب بن أبي السائب، يكنى أبو الحسن ويلقب بالبزي، ولد سنة 170 هـ بمكة وهو أكبر من روى قراءة ابن كثير، وتوفي سنة 250 هـ، واليه انتهت مشيخة الإقراء بمكة، وكان مؤذن المسجد الحرام وإمامه أربعين سنة.

## محمد حسن العباس

محمد حسن عباس

الشيخ محمد حسن بن أحمد بن محمد العباس مؤذن بالمسجد الحرام من أسرة آل عباس.
كان مؤذنا في المسجد الحرام حتى عام 1382هـ، وعمل بسقاية ماء زمزم المبارك ضمن مؤسسة الزمازمة.

## إبراهيم العباس

الشيخ إبراهيم عباس

الشيخ إبراهيم بن محمد حسن بن أحمد العباس مؤذن بالمسجد الحرام
ولد بمكة المكرمة عام 1350هــ1931م عمل بمكبرات الصوت فترة أذان والده الشيخ محمد حسن العباس واللذي ورث الأذان عن والده الشيخ أحمد بن محمد عباس، وأذن نيابة عنه بعض الفروض، ثم تولى الأذان بالحرم المكي عام 1389هـ 1969م تشرف بالصلاة في جوف الكعبة المشرفة والأذان في المسجد النبوي الشريف، عرف بأذانه العذب، إطلالته المشرقة وحزمه وسؤدده. وتوفي عام (1421هـ-2000م) ودفن الشيخ بمقبرة المعلاة بعد أن صلي عليه في المسجد الحرام.

## عبد الله بصنوي
عبد الله بن محمد بصنوي (1911- 1991)، مؤذن المسجد الحرام، كان يختص بأذان صلوات الجمعة والعيدين، وعُرف بتمكنه من الموشحات المكية بنوعيها اليماني والمصري، وهو أحد تلامذة السيد علوي المالكي، والشيخ العربي التباني، ومن عائلة معروفة بتاريخها في الأذان بالحرم المكي، إذ كان والده محمد بصنوي مؤذنًا قبله، وشقيقه حمزة بصنوي وابنه أحمد بصنوي كذلك، وقد كان عمدةً لحي الشامية بمكة، والذي يُعد من الحارات المكية التاريخية،
ولد في مكة عام 1911، وفيها نشأ وتعلم من الكتاتيب وحلقات العلم في المسجد الحرام، ثم تولى الأذان فيه وخصوصًا أذان الجمعة والعيدين، وكان عارفًا بمقامات الأذان فترك لمن خلفه إرثًا مهمًا يتعلق بتلك المقامات، وقد عُيّن عمدةً لحي الشامية بمكة يوم 29 نوفمبر 1943،اشتهر بأعماله الإنسانية والإصلاحية، وتوفي في مكة عام 1991.

## علي أحمد ملا
علي أحمد علي ملا (1945)، مؤذن المسجد الحرام وشيخ المؤذنين، ولد عام 1366هـ - 1945م بمكة المكرمة، لعائلة اشتهر معظم أفرادها بالعمل كمؤذنين في المسجد الحرام، والتحق رسميًا للعمل بصفة مؤذن عام 1975م، وبعد وفاة ابن عمه الشيخ عبد المالك الملا تولى مشيخة المؤذنين بالمسجد الحرام، ويعد أشهر المؤذنين المعاصرين بالحرم المكي، إذ عمل على مدار 40 عامًا، وعُرف بكونه صاحب نبرة صوتية مميزة ومعروفة للمسجد الحرام حول العالم، ولقبه البعض بـ «بلال الحرم».

## محمد سراج معروف
محمد سراج معروف (8 أبريل 1951- 25 ديسمبر 2015)، كان مؤذناً في المسجد الحرام بمكة المكرمة لنحو 40 عامًا، وذلك من عام 1386هـ / 1966م بشكل غير رسمي، أي منذ أن كان عمره 12 عامًا، وقد كان يرفع الأذان نيابةً عن والده الشيخ سراج عبد الرحمن معروف أثناء مرضه، ثم تعين رسميًا عام1403هـ/ 1983م.
ولد في مكة يوم 8 أبريل 1951، وكانت دراسته الجامعية بكلية الشريعة بجامعة أم القرى، وقد بدأ حياته العملية كموظف في وزارة الصحة، أما بالنسبة للأذان فقد كانت بداياته حين كان يبلغ من العمر 12 عاماً، فقد تأثر وتعلق بالأذان منذ طفولته اقتداءً بوالده وأجداده الذين سبق لهم العمل في آذان المسجد الحرام، وكان في صغره يقوم برفع الأذان من أعلى سطح منزل العائلة، وعندما مرض والده طُلِب منه القيام بالأذان نيابة عنه منذ عام 1386هـ، ولاحقاً تم تعيينه بشكل رسمي ليكون مؤذناً في المسجد الحرام، وكان ذلك سنة 1403 هـ وقد استمر بصفته مؤذنًا في الحرم المكي حتى وفاته، أي ما يقارب 34 عاماً، وقد عُرِف عنه أداؤه لأذان فجر كل يوم إثنين لآخر ستة عشر عاماً من مسيرته كمؤذن.
توفي محمد سراج في الساعة التاسعة مساءً من يوم الجمعة 14 ربيع الأول 1437 هـ الموافق 25 ديسمبر 2015، وذلك بمستشفى النور التخصصي بعد معاناة مع المرض، وصُلي عليه بعد صلاة الفجر من يوم السبت 15 ربيع الأول، ودُفِن في مقبرة المعلاة بمكة المكرمة.

## نايف فيده
نايف بن صالح وعظ الله فيده (18 أبريل 1964-)، مؤذن المسجد الحرام، من الأداءات التي اختص بها أداء أذان الفجر ليوم الخميس وأذان المغرب في شهر رمضان، ويرفع الأذان والإقامة والتبليغ بالمقام اليماني الحجازي، فيما يميل كذلك إلى المقام المشورك الذي يكون مزيجًا بين المقامين المدني واليماني الحجازي، وورث موهبة الأذان عن والده المؤذن صالح بن فيده، الذي شغل منصب كبير المؤذنين، وقد عُين مؤذنًا رسميًا يوم الجمعة 22 أبريل 1988، وفي عام 2010 عُيّن شيخًا للمؤذنين.

## ماجد العباس

الشيخ ماجد عباس

ماجد بن إبراهيم العباس مؤذن بالمسجد الحرام، نشأ في مدينة مكة المكرمة ولازم والده الشيخ إبراهيم عباس، وأكمل تعليمهُ الثانوي بمكة، وعين للأذان بالحرم المكي الشريف خلفاً لوالدهِ، يعمل الشيخ ماجد عباس مأذونا للأنكحة بالمحكمة العامة في مدينة مكة المكرمة وحاصل درجة الدكتوراة في الدراسات الشرعية الإسلامية من جامعة الملك عبدالعزيز.

## حمد الدغريري
حمد بن أحمد الدغريري تم تعيينه للأذان في المسجد الحرام بمكة المكرمة في 22 يوليو 2013م  أيضا أسند له الرئيس العام لشؤون المسجد الحرام والمسجد النبوي مهمة الفتح على الائمة وذلك بالتصحيح للإمام في حال اختلطت عليه بعض المتشابهات القرآنية أو أدركه سهو أو نسيان أثناء صلاته. وقد كان مؤذنا قبل ذلك في جامع الراجحي بالرياض.

## الأسر المتوارثة للأذان والسقاية
تعتبر أسرة الملا وخوج والعباس والريس من الأسر المتوارثة للأذان وقد توارثت أسرة العباس الأذان في المسجد الحرام والتدريس لخمسة أجيال وخدمة سقاية زمزم وهي عادة مكية لدى المؤذنين نشأت في العهد العثماني وقد جمعت بعض المخطوطات والإحاطات العلمية عن مؤذني الحرم وتاريخهم في المؤلفات:
- سالنامة الحجاز 1303 هجرية.[28]
- نبذات الوصل لذرية أمير المؤمنين الخليفة أبي جعفر منصور المستنصربالله العباسي-دار ركابي للنشر.[29]

- الأدلة العلمية والتاريخية لتأصيل نسب عشيرة آل العباس بمكة المكرمة مؤذني الحرم المكي الشريف (التوصيل والإتصال بالعباس بن عبدالمطلب رضي الله عنه ساقي زمزم).
- ديوان (جرد) النسب بمشجر الدرر  والألماس للأشراف الهواشم ذرية الشيخ محمد بن حسن بن أحمد بن يوسف بن عبد الرحمن بن العباس بن عبد المطلب الهاشمي القرشي (قدوة الفضلاء وعمدة النجباء) بمكة المكرمة الحجاز المملكة العربية السعودية.[30]

وتسمى اليوم السقاية بمكتب الزمازمة الموحد وهي مأثورة عن العباس بن عبدالمطلب الجد الأعلى لأسرة العباس وتتوارثها منذ ثلاثة قرون كما توارثت أسرة الريس خدمة مفتاح قبة زمزم منذ القرن الثامن الهجري.